# Гавкіт (звук)
Гавкіт — звук, що видається, як правило, собаками, хоча іноді цим же словом називають схожі звуки, що видаються вовками, лисицями, куницями та ластоногими. В одному з досліджень гавкіт позначений як уривчастий звук або серія звуків, що повторюються, що тривають в середньому 40-140 мс .
Дослідник Софія Ін у своїй роботі, заснованій на вивченні 4672 записів гавкання, виділила як мінімум три різні типи даного звуку у собак, що відрізняються як частотою, так і причиною: попередження про небезпеку (390—1156 Гц); комунікація один з одним (476—1502 Гц); гавкіт, викликаний ізоляцією (частоти різні, гавкіт найчастіше уривчастий) . При цьому в дослідженні інших авторів виділяється до 12 різних типів гавкоту .
У вовків даний тип вокалізації також зустрічається, проте дослідженнями встановлено, що гавкіт у цих тварин короткий і вживається ними досить рідко, тоді як гавкіт собак довгий, ритмічний і використовується набагато частіше і в різних ситуаціях .